# 石井泉
石井 泉（いしい いずみ、1907年〈明治40年〉3月31日 - 1982年〈昭和57年〉2月4日）は、日本の農業経営者、政治家。長野県小県郡泉田村長、上田市長。

## 来歴
長野県小県郡泉田村（現上田市）で、石井基、うた の長男として生まれた。泉田実業補習学校を卒業。農業を営む。
1944年（昭和19年）泉田村半過区長に就任。1951年（昭和26年）6月、泉田村助役となり、1955年（昭和30年）5月、同村長となり、翌年上田市に合併し、同市専門委員となる。1959年（昭和34年）5月、上田市議会議員に当選し、1963年（昭和38年）同議長を務めた。1969年（昭和44年）上田市監査委員に就任。
1973年（昭和48年）11月、上田市長選挙に当選し、市の長期基本構想を策定。1982年2月、在任中に死去し市長を3期務めた。市葬が執り行われた。
その他、上田市森林組合長、長野県都市施設協会理事などを務めた。